# Suore domenicane (Springfield)
Le Suore domenicane (in inglese Dominican Sisters of Springfield; sigla O.P.) sono un istituto religioso femminile di diritto pontificio.

## Storia
Nel 1873 Peter Joseph Baltes, vescovo di Alton, chiese a Regina Hogan, superiora del convento di Santa Caterina del Kentucky di Springfield, di inviare religiose nella sua diocesi, in Illinois.
Un gruppo di sei religiose, guidato da Josephine Meagher, si stabilì a Jacksonville: nel 1875 aprirono un noviziato e nel 1893 trasferirono la loro sede principale a Springfield; il 12 marzo 1894 le suore dell'Illinois si resero indipendenti dalla congregazione del Kentucky, costituendosi in istituto autonomo.
La congregazione, affiliata all'ordine dei frati predicatori dal 1905, ricevette il pontificio decreto di lode il 30 aprile 1929.

## Attività e diffusione
Le suore si dedicano all'istruzione e all'educazione cristiana della gioventù e all'apostolato ospedaliero.
Sono presenti in varie regioni degli Stati Uniti d'America; la sede generalizia è a Springfield, in Illinois.
Alla fine del 2015 l'istituto contava 203 religiose in 30 case.